# Viaducte del Boixadell
El Viaducte del Boixadell és una obra d'Olesa de Montserrat (Baix Llobregat) inclosa a l'Inventari del Patrimoni Arquitectònic de Catalunya. De pedra i maó, va ser construït per l'enginyer de camins Andreu de Puigdollers entre els anys 1856 i 1859, per unir Terrassa i Manresa mitjançant el ferrocarril. El pont havia de salvar els desnivells geogràfics de la zona, que feien molt difícil la construcció de les vies de tren.
També és conegut col·loquialment com el Pont Gran, el Pont del Nord o el Pont de Can Marcetó.

## Descripció
El pont, situat damunt del torrent de Sant Jaume, a la confluència dels municipis de Vacarisses, Viladecavalls i Olesa de Montserrat, té 291'80 metres de longitud i 43'26 metres d'alçada. És format per 18 arcades de mig punt que tenen uns 12 metres de llum. A la part baixa el pont té sòcols de pedra, regular als angles i amb aparell de paredat a l'interior, mentre que a la part superior s'hi va fer servir el maó vist.
Situat a la línia Barcelona-Manresa-Lleida-Almacelles, sobre el torrent de Sant Jaume, a la confluència dels municipis de Vacarisses, Viladecavalls i Olesa de Montserrat, el viaducte es coneix popularment com el pont del Nord; actualment continua formant part de la línia fèrria de la Renfe, que connecta Barcelona i Manresa. És proper a l'estació del Nord, actualment en desús, a quatre quilòmetres d'Olesa de Montserrat.